# Festivali i Këngës 2016
Il cinquantacinquesimo Festivali i Këngës si è svolto presso il Palazzo dei Congressi di Tirana dal 21 al 23 dicembre 2016 e ha selezionato il rappresentante dell'Albania all'Eurovision Song Contest 2017 di Kiev.
La vincitrice è stata Lindita Halimi con il brano Botë.

## Organizzazione
L'8 agosto 2016 l'emittente albanese Radio Televizioni Shqiptar (RTSH) ha annunciato che la 55ª edizione del festival era in preparazione.
La partecipazione albanese all'Eurovision Song Contest 2017, ospitato dalla capitale ucraina di Kiev, è stata confermata il 21 settembre 2016, annunciando inoltre che il Festivali i Këngës sarebbe stato utilizzato nuovamente come metodo di selezione nazionale sia per l'interprete che per il brano.
Il giorno successivo è stato annunciato che gli artisti avrebbero potuto inviare i propri brani all'emittente, rigorosamente in albanese, tra il 10 e l'11 ottobre 2016.

### Giuria
La giuria per il FiK è stata composta da:
- Altin Basha, direttore artistico;
- Vikena Kamenica, cantante;
- Alma Bektashi, cantante;
- Arben Duka, poeta;
- Petrit Çeku, chitarrista;
- Vlashent Sata, cantante e compositore;
- Inva Mula, soprano;
- Elsa Lila, cantante;
- Nertila Koka, cantante;
- Fatrin Krajka, compositore;
- Anjeza Shahini, cantante;
- Adelina Ismajli, cantante.

## Partecipanti
Il 1º novembre 2016 sono stati annunciati i 24 partecipanti al Festivali i Këngës.
Edona Vatoci, inizialmente annunciata tra i 24 partecipanti, si è ritirata dalla manifestazione il 7 dicembre poiché il suo brano, Mirëmëngjës, era già stato reso pubblico prima del 1º settembre 2016. Per sostituirla è stato selezionato Xhejni Lito con Pritja.
| Artista                          | Brano                | Musica (m) e testo (t)                                   |
| -------------------------------- | -------------------- | -------------------------------------------------------- |
| Albulena Jashari                 | Fjalët ia lë zemrës  | Marsela Çibukaj (m), Briz Musaraj (m) e Gerald Xhari (t) |
| Classic Boys                     | Dashuria për jetën   | Endri Sina (m) e Saimir Braho (t)                        |
| Dilan Reka                       | Mos harro            | Edmond Zhulali (m) e Agim Doçi (t)                       |
| Edea Demaliaj                    | Besoj në ëndrra      | Fabian Asllani (m) e Edea Demaliaj (t)                   |
| Edona Vatoci                     | Mirëmëngjës          | Edona Vatoci (m & t)                                     |
| Elson Braha                      | Edhe një herë        | Adrian Hila (m) e Pandi Laço (t)                         |
| Erlind Zeraliu                   | Dhimbja e gëzimit    | Vasil Tole (m) e Fatos Arapi (t)                         |
| Fabiola Agalliu & Agnesa Çavolli | Shkon e vjen         | Sokol Marsi (m) e Fabiola Agalliu (t)                    |
| Festina Mejzini                  | Atje lart            | Eriona Rushiti (m & t)                                   |
| Flaka Krelani                    | Osiris               | Qëndrim Krelani (m & t)                                  |
| Franc Koruni                     | Macka                | Franc Koruni (m & t)                                     |
| Genc Salihu                      | Këtu                 | Genc Salihu (m & t)                                      |
| Linda Rukaj                      | Vija e lumit         | Linda Rukaj (m & t)                                      |
| Lindita Halimi                   | Botë                 | Klodian Qafoku (m) e Gerald Xhari (t)                    |
| Lorela                           | Me ty                | Alban Kondi (m) e Turjan Hyska (t)                       |
| Luka & Serxhio Hajdini           | Koha plaket          | Serxhio Hajdini (m) e Luka Hajdini (t)                   |
| Lynx                             | Sot                  | LYNX (m & t)                                             |
| Neki Emra                        | Dashuri dhe urrejtje | Neki Emra (m) e Albatros Rexha (t)                       |
| Orges Toçe                       | Shi diamantësh       | Orges Toçe (m & t)                                       |
| Rezarta Smaja                    | Pse prite gjatë      | Xhevdet Gashi (m) e Arsim Bujaku (t)                     |
| Tiri                             | Më zgjo              | Enis Mullaj (m) e Sokol Marsi (t)                        |
| Xhejni Lito                      | Pritja               | Indrit Lelo (m & t)                                      |
| Xhesika Polo                     | Eva jam unë          | Marko Polo (m) e Alex Seitaj (t)                         |
| Xuxi                             | Metropol             | Genti Lako (m) e Ana Gramo (t)                           |
| Yll Limani                       | Shiu                 | Yll Limani e Ilirjana Blakaj (m & t)                     |

## Semifinali
| #  | Artista         | Brano                |
| -- | --------------- | -------------------- |
| 1  | Flaka Krelani   | Osiris               |
| 2  | Xhejni Lito     | Pritja               |
| 3  | Genc Salihu     | Këtu                 |
| 4  | Erlind Zeraliu  | Dhimbja e gëzimit    |
| 5  | Xhesika Polo    | Eva jam unë          |
| 6  | Festina Mejzini | Atje lart            |
| 7  | Edea Demaliaj   | Besoj në ëndrra      |
| 8  | Neki Emra       | Dashuri dhe urrejtje |
| 9  | Yll Limani      | Shiu                 |
| 10 | Franc Koruni    | Macka                |
| 11 | Orges Toçe      | Shi diamantësh       |
| 12 | Lynx            | Sot                  |

| #  | Artista                          | Brano               |
| -- | -------------------------------- | ------------------- |
| 1  | Elson Braha                      | Edhe një herë       |
| 2  | Lorela                           | Me ty               |
| 3  | Tiri                             | Më zgjo             |
| 4  | Fabiola Agalliu & Agnesa Çavolli | Shkon e vjen        |
| 5  | Rezarta Smaja                    | Pse prite gjatë     |
| 6  | Dilan Reka                       | Mos harro           |
| 7  | Albulena Jashari                 | Fjalët ia lë zemrës |
| 8  | Xuxi                             | Metropol            |
| 9  | Luka & Serxhio Hajdini           | Koha plaket         |
| 10 | Classic Boys                     | Dashuria për jetën  |
| 11 | Linda Rukaj                      | Vija e lumit        |
| 12 | Lindita Halimi                   | Botë                |

## Finale
| #  | Artista                          | Brano           | Punteggio | Punteggio | Punteggio | Posizione |
| #  | Artista                          | Brano           | Giuria    | Televoto  | Totale    | Posizione |
| -- | -------------------------------- | --------------- | --------- | --------- | --------- | --------- |
| 1  | Franc Koruni                     | Macka           | 12        | 0         | 12        | 11        |
| 2  | Lorela                           | Me ty           | 8         | 0         | 8         | 12        |
| 3  | Xhesika Polo                     | Eva jam unë     | 5         | 0         | 5         | 14        |
| 4  | Xuxi                             | Metropol        | 30        | 0         | 30        | 5         |
| 5  | Fabiola Agalliu & Agnesa Çavolli | Shkon e vjen    | 7         | 0         | 7         | 13        |
| 6  | Dilan Reka                       | Mos harro       | 43        | 7         | 50        | 3         |
| 7  | Lindita Halimi                   | Botë            | 80        | 5         | 85        | 1         |
| 8  | Flaka Krelani                    | Osiris          | 27        | 3         | 30        | 5         |
| 9  | Rezarta Smaja                    | Pse prite gjatë | 20        | 4         | 24        | 7         |
| 10 | Edea Demaliaj                    | Besoj në ëndrra | 23        | 0         | 23        | 9         |
| 11 | Yll Limani                       | Shiu            | 40        | 10        | 50        | 3         |
| 12 | Lynx                             | Sot             | 13        | 1         | 14        | 10        |
| 13 | Orges Toçe                       | Shi diamantësh  | 24        | 0         | 24        | 7         |
| 14 | Genc Salihu                      | Këtu            | 52        | 2         | 54        | 2         |

## All'Eurovision Song Contest
Il 26 dicembre 2016, all'indomani della vittoria di Lindita Halimi al Festivali i Këngës, è stato annunciato che all'Eurovision Song Contest 2017 sarebbe stata presentata la versione inglese, intitolata World.
L'Albania si è esibita 4ª nella prima semifinale, classificandosi 14ª con 76 punti e non qualificandosi per la finale.

### Giuria e commentatori
La giuria albanese per l'Eurovision Song Contest 2017 è stata composta da:
- Haig Zacharian, compositore e musicista;
- Olta Boka, cantante (rappresentante dell'Albania all'Eurovision 2008);
- Endri Sina, compositore;
- Marsela Cibukaj, cantante (solo 1ª semifinale);
- Orgesa Zaimi, cantante e presentatrice televisiva e radiofonica;
- Aulon Naci, compositore (solo finale).

### Voto

#### Punti assegnati all'Albania
| Giurie (38)   | Giurie (38)                         | Giurie (38)   | Giurie (38) | Giurie (38) |
| 12            | 10                                  | 8             | 7           | 6           |
| ------------- | ----------------------------------- | ------------- | ----------- | ----------- |
|               | - Azerbaigian - Grecia - Montenegro | - Italia      |             |             |
| 5             | 4                                   | 3             | 2           | 1           |
|               |                                     |               |             |             |
| Televoto (38) |                                     |               |             |             |
| 12            | 10                                  | 8             | 7           | 6           |
| - Montenegro  | - Moldavia                          |               | - Italia    |             |
| 5             | 4                                   | 3             | 2           | 1           |
| - Grecia      |                                     | - Azerbaigian |             | - Slovenia  |

#### Punti assegnati dall'Albania
| Punti | Giuria      | Televoto   |
| ----- | ----------- | ---------- |
| 12    | Moldavia    | Portogallo |
| 10    | Armenia     | Svezia     |
| 8     | Grecia      | Belgio     |
| 7     | Azerbaigian | Moldavia   |
| 6     | Portogallo  | Grecia     |
| 5     | Australia   | Finlandia  |
| 4     | Svezia      | Islanda    |
| 3     | Belgio      | Cipro      |
| 2     | Polonia     | Polonia    |
| 1     | Georgia     | Australia  |

| Punti | Giuria      | Televoto   |
| ----- | ----------- | ---------- |
| 12    | Italia      | Italia     |
| 10    | Bulgaria    | Bulgaria   |
| 8     | Regno Unito | Portogallo |
| 7     | Armenia     | Croazia    |
| 6     | Portogallo  | Ungheria   |
| 5     | Francia     | Belgio     |
| 4     | Australia   | Romania    |
| 3     | Romania     | Grecia     |
| 2     | Azerbaigian | Svezia     |
| 1     | Grecia      | Francia    |